# Lakemont (Pennsylvanie)
Lakemont est une census-designated place située dans le comté de Blair, dans le Commonwealth de Pennsylvanie, aux États-Unis. Sa population s’élevait à 1 868 habitants lors du recensement de 2010.